# Gustavo Gili Esteve
Gustavo Gili Esteve (en catalán: Gustau Gili i Esteve; Barcelona, 1906- 24 de enero de 1992) fue un empresario, mecenas y coleccionista de arte español.

## Biografía
Hijo de Gustavo Gili y de su esposa, fue director durante muchos años de la Editorial Gustavo Gili, fundada por su padre. También fue presidente de la Asociación de Amigos de los Museos de Barcelona.
Fue uno de los agentes culturales que intervino en la creación del Museo Picasso de Barcelona en la calle de Montcada, en el Barrio de La Ribera. Era amigo del pintor a raíz de la publicación del libro para bibliófilos La tauromaquia o arte de torear, obra de Pepe Hillo, ilustrada por Pablo Picasso. También editaría el libro Picasso, las Meninas y la vida, de Jaime Sabartés.
Fue director del editorial familiar desde 1945, tras la muerte de su padre, hasta 1992. Durante los años 50 del siglo XX fue uno de los responsables del proceso de internacionalización de la compañía y de la construcción de un nuevo edificio. Fue miembro del primer patronato de la Fundación Picasso-Reventós.
Su hijo, Gustavo Gili Torra continuó la saga de editores.

## Premios y reconocimientos
- Medalla al Mérito Artístico de la Ciudad de Barcelona